# Tahar Lamri
Tahar Lamri (Algeri, 1958) è uno scrittore algerino naturalizzato italiano.

## Biografia
Tahar Lamri nasce ad Algeri nel 1958. In Libia dal 1979 al 1984, conclude gli studi in Legge iniziati in Algeria, con la specializzazione in Rapporti internazionali e lavora come traduttore presso il consolato di Francia a Bengasi, si sposta dunque in Francia. In Italia dal 1986, vive a Ravenna.
Scrittore, partecipa a numerosi incontri, seminari, conferenze e attività culturali riguardanti la letteratura straniera e la letteratura d'immigrazione.
Interviene nel '97 al convegno internazionale "Migrazioni, interazioni e conflitti nella costruzione di una democrazia europea" dell'Università degli Studi di Bologna con lo scritto "Mettere in scena l'alterità". Nel luglio 2003 partecipa  al  terzo seminario italiano Scrittori Migranti promosso dalla rivista letteraria Sagarana, e a fine marzo 2004 al terzo convegno di Culture e Letteratura della Migrazione di Ferrara. È presente al festival delle culture del Mediterraneo di Ravenna, evento promosso dall'associazione Meditaeuropa nel maggio 2007.
La sua molteplice attività artistica si è concretizzata in particolare nella produzione di un videoracconto dal titolo “La casa dei Tuareg”, presentato al teatro Rasi di Ravenna, nella narrazione teatrale Wolf o le elecubrazioni di un kazoo per Ravenna Teatro. Nel giugno 1995 vince il premio della sezione narrativa della prima edizione del concorso letterario Eks&Tra con il racconto "Solo allora sono certo potrò capire", (opere raccolte nel volume Le voci dell'arcobaleno, Fara Editore Rimini),l'anno dopo sarà lui stesso membro della giuria. È del 1999 la pubblicazione della traduzione americana di questo racconto nell'antologia Mediterranean Crossroads (Fairleigh Dickinson University Press - associated University Press).
Ha collaborato con "I Metissage" e Teresa De Sio per il cd "metissage", con il pezzo La ballata di Riva (SOS Razzismo - il manifesto 1997). Lo spettacolo "Il pellegrinaggio della voce" è stato presentato nel 2001 a Santarcangelo di Romagna nell'ambito della rassegna "Eirene". A Malo ad AzioniInclementi lo stesso spettacolo è stato messo in scena con la collaborazione di Enio Sartori per i testi e di Stefano Bellanda per la colonna sonora. 
Dal 2005 partecipa al progetto europeo “And The City Spoke”, assieme a scrittori e attori provenienti da diverse città europee. Collabora inoltre con Ravenna Teatro, scrivendo narrazioni teatrali per bambini e adulti e organizza con l'associazione culturale Insieme per l'Algeria, “Le vie dei venti” e il Festival delle Culture “L'essenza della presenza”
Ha pubblicato i racconti "Il pellegrinaggio della voce" e "Ma dove andiamo? Da nessuna parte solo più lontano" in "Parole di sabbia" (Edizioni Il Grappolo, 2002).
La raccolta di racconti "I sessanta nomi dell'amore", (Fara Editore, 2006; Traccediverse, 2007), è vincitrice del Premio Letterario Internazionale sezione narrativa Città di Anguillara e il Premio Microeditoria di Qualità assegnato durante la terza edizione della Rassegna della Microeditoria di Chiari.
Tahar Lamri è membro della redazione del giornale “Città Meticcia”, periodico cartaceo bimestrale e progetto di comunicazione interculturale, promosso e gestito dall'associazione omonima della città di Ravenna. 
Al Festival di Letteratura di Mantova del 2007 ha partecipato al WikiAfrica Workshop e WikiAfrica Postcard, ideati dalla Fondazione lettera 27.